# Ann-Charlotte Thorén
Solvig Ann-Charlott Thorén, född den 12 maj 1962, är en svensk före detta triathlet som var aktiv mellan åren 1989 och 1993. Hon tävlade för Motala Triathlon Club under sin aktiva karriär, och vann SM i både olympisk distans och medeldistans 1989.
Hon är gift med före detta triathleten Michael Thorén och mor till Annie Thorén och sönerna Robin och Mike som också är elittriathleter/långdistanssimmare.
.